# Mercedes Bueno Morales
Mercedes Bueno Morales (Ayaviri, 17 de febrero de 1912 - Arequipa,12 de enero de 2003) fue una poeta y educadora peruana. Es considerada una de las primeras promotoras culturales de la región de Puno. En 2021 la Dirección Regional de Educación de Puno le otorgó el título póstumo de Maestra Egregio del Bicentenario por su aporte a la innovación pedagógica, su destacada trayectoria profesional, su compromiso con el servicio y por ser un ejemplo de vida.

## Biografía
Bueno Morales fue hija de Luis Enrique Bueno y María H. Morales de Bueno, representantes de la música puneña y fundadores del Centro Musical Ayaviri. Cursó sus estudios en Ayaviri y Cusco, obteniendo en 1947 el título de Normalista Rural. 
Se distinguió en la defensa de los derechos magisteriales, ocupando importantes cargos en este ámbito. Como poeta, publicó Arista de Estrella, obra que recibió el reconocimiento de diversas instituciones culturales. Además, contribuyó al arte a través de exposiciones, recitales, programas radiales y periodismo, dejando un valioso legado en diarios y revistas.

## Obras
Su obra poética fue publicada en periódicos y revistas de Arequipa, Cusco y Puno. Entre ellas destacan:
- 1955: Kollana. En Antología del Cuento Puneño, de José Portugal Catacora. (Puno, 1955)[5]
- 1960: Arista de estrellas. Editorial H.G. Rozas. (Arequipa, 1960)[6]
- 1968: La epopeya del APRA. Gráfica Quiroz. (Arequipa, 1968)[7]
- 1989: Gleba Agua Fuerte del Altiplano. (Arequipa, 1989)[8]